# Российский фонд культуры
Общероссийская общественно-государственная организация «Российский фонд культуры» — российская некоммерческая организация,
осуществляющая финансовую и организационную поддержку инициатив граждан и организаций в области культуры, искусства, науки и образования, а также развития сети неправительственных организаций в указанных областях.
Правопреемник Советского фонда культуры, основанного 12 ноября 1986 года.

## История Фонда
Советский фонд культуры был учреждён по инициативе Р. М. Горбачёвой 12 ноября 1986 года как общественное объединение. Первыми учредителями Фонда выступили более пятидесяти творческих союзов, общественных организаций и учреждений культуры из всех союзных республик СССР.
Председателем правления Фонда был избран академик Дмитрий Лихачёв, а его первым заместителем — бывший второй секретарь Пензенского обкома КПСС, историк-краевед Георг Мясников, деятельность которого на ниве культурного строительства в Пензенской области в 1970—1980 гг. получила известность и высокие оценки в РСФСР.
В первый состав президиума правления Советского фонда культуры вошли 12 человек:
- Дмитрий Лихачёв — председатель правления.
- Георг Мясников — первый заместитель председателя правления.

Члены правления:
- Юрий Бондарев — писатель.
- Раиса Горбачёва — кандидат философских наук, супруга Генерального секретаря ЦК КПСС Михаила Горбачёва.
- Илья Зильберштейн — доктор искусствоведения.
- Евгений Нестеренко — народный артист СССР.
- Борис Олейник — писатель.
- Владимир Попов — первый заместитель председателя Гостелерадио СССР.
- Пётр Проскурин — писатель.
- Борис Угаров — президент Академии художеств СССР.
- Валентин Фалин — дипломат, председатель агентства печати «Новости».
- Савва Ямщиков — искусствовед, реставратор.

Советский фонд культуры за короткое время сумел стать влиятельным культурным центром СССР. В период с 1986 по 1991 год, при поддержке государства, Фондом были направлены на культурную деятельность средства, эквивалентные 100 млн долларов США.
По инициативе Советского фонда культуры началось возвращении в СССР архивных, музейных и библиотечных коллекций, уникальных документов и особо ценных предметов, которые были собраны и сохранены соотечественниками, вынужденными эмигрировать из России в годы революции и гражданской войны. Девиз Фонда гласил: сохранять и приумножать культурные ценности.
За время существования Фондом были созданы десятки новых региональных музеев, проведены сотни всесоюзных и зарубежных выставок, фестивалей, конкурсов, концертов; изданы уникальные книжные памятники; учреждены периодические издания во многих регионах страны. Самым известным периодическим изданием Советского фонда культуры стал журнал «Наше наследие», основанный по инициативе Дмитрия Лихачёва в 1988 году.

## Фонд культуры в странах СНГ
В Туркменистане существовало туркменское отделение Фонда культуры с 1987 по 2004 годы.
Председатель правления — Шаммухамед Акмухаммедович (Шаджан) Акмухамедов, Народный художник Туркменистана, профессор, председатель СХ Туркменистана (1976—1980), заместитель министра культуры Туркменистана, участник творческого объединения «Семёрка».
Первый заместитель Председателя правления Туркменского отделения Фонда культуры — Какаджан Оразнепесович Оразнепесов, заслуженный деятель искусств Туркменистана, художник, дизайнер, ювелир.

## Награды
- Благодарность Президента Российской Федерации (26 декабря 2001 года) — за большой вклад в сохранение и приумножение культурного наследия[5].